# Sukhoi Su-15 (1949)
Sukhoi Su-15 (Máy bay P) là một mẫu máy bay tiêm kích đánh chặn thử nghiệm mọi thời tiết của Liên Xô. Tên Su-15 sau này còn được sử dụng lại cho máy bay tiêm kích những năm 1960 có thiết kế khác hoàn toàn, xem Sukhoi Su-15.

## Phát triển
Su-15 là một sự nỗ lực thiết kế một mẫu máy bay đánh chặn phản lực bay được trong mọi thời tiết. Chính phủ Xô Viết đã ra lệnh phát triển nó vào tháng 3-1947. Mẫu đầu tiên hoàn thành vào 25 tháng 10-1948 - chỉ có 4 tháng sau khi việc sản xuất bắt đầu. Nó bay vào 11 tháng 1-1949. Trong các thử nghiệm, Su-15 đạt đến tốc độ 1032 km/h (557 knots, 641 mph; Mach 0.888) trên cao 4.550 m (14.925 ft) và 985 km/h (532 knots, 612 mph; Mach 0.926) trên cao 10.950 m (35.925 ft). Những vấn đề biểu hiện là máy bay bị rung khi bay với tốc độ cao (quá Mach 0.87). Trong suốt 39 chuyến bay, vào 3 tháng 6-1949, máy bay bị rung quá mạnh khiến phi công thử nghiệm S.N. Anokhin đã phải dùng đến hệ thống thoát hiểm. Chương trình sau đó bị chấm dứt, mẫu thứ 2 không được hoàn thành.
Su-15 là một máy bay một tầng cánh làm bằng kim loại, với cánh cụp góc 35°. Máy bay có vài đặc tính thiết kế rất khác thường. Nó có 2 động cơ Klimov RD-45 được đặt nối tiếp nhau trên một trục dọc thân máy bay khác hẳn với lối đặt 2 chiếc động cơ bên cạnh nhau, vì đường kính lớn của nó. Động cơ trước được đặt thấp với ống xả dưới thân máy bay. Ống xa của động cơ phía sau ở cuối thân máy bay. Buồng lái lệch sang bên trái để tạo khoảng không cho hệ thống các ống khe hút khí của động cơ phía sau.

## Quốc gia sử dụng
Liên Xô
- Không quân Xô viết

## Thông số kỹ thuật (Su-15)
Dữ liệu Shavrov và Green

### Đặc điểm riêng
- Phi đoàn: 1
- Chiều dài: 15.44 m (50 ft 8 in)
- Sải cánh: 12.87 m (42 ft 3 in)
- Chiều cao: N/A
- Diện tích cánh: 36 m² (388 ft²)
- Trọng lượng rỗng: 7409 kg (16.334 lb)
- Trọng lượng cất cánh: 10437 kg (23.009 lb)
- Động cơ: 2× động cơ phản lực Klimov RD-45F, công suất 22.2 kN (5.000 lbf) mỗi chiếc

### Hiệu suất bay
- Vận tốc cực đại: 985 km/h (532 knots, 612 mph) (Mach 0.926) trên cao 10.950 m (35.925 ft)
- Tầm bay: 1050 km (565 nm, 650 mi)
- Trần bay: 15000 m (49.210 ft)
- Vận tốc lên cao: 2.5 phút/ 5000 m (16.405 ft)
- Lực đẩy/trọng lượng: 0.43

### Vũ khí
- 2× 37 mm (1.45 in) pháo Nudelman N-37, 110 viên đạn

### Hệ thống điện tử
- Ra-đa Торый

## Nội dung liên quan

### Máy bay có tính năng tương đương
- Mikoyan-Gurevich I-320
- Lavochkin La-200